# Bitwa pod Karsem (1920)

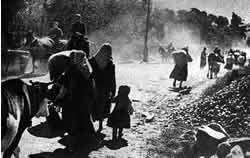
Ormiańscy cywile opuszczający Kars po zdobyciu miasta przez wojska tureckie

Bitwa pod Karsem – bitwa, która rozegrała się między wojskami Demokratycznej Republiki Armenii a Turcji 30 października 1920 r., w czasie wojny armeńsko-tureckiej.
We wrześniu armia turecka zapoczątkowała ofensywę w kierunku Sarikamis pod dowództwem gen. Karabekira. Została ona powstrzymana przez Ormian pod Karsem. 30 października opór wojsk ormiańskich został złamany w wyniku czego zajęte zostały Aleksandropol (dziś Giumri) i strategiczna wieś Agin.